# Ятенга
Ятенга — середньовічна держава в Західній Африці.
Ятенга була одним із заснованих в XIV столітті народом мосі королівств в басейні річки Нігер. Її правитель, носій титулу Ятенга нааба, живе зі свої двором починаючи з XVIII сторіччя в місті Уахігуя. В даний час правитель реальною адміністративною владою не володіє.
Держава Ятенга було засновано Ядегою, сином нааба Нассебірі з Уагадугу, після того, як його брат зайняв трон нааба (правителя) в Уагадугу. Центром володінь Ядегі стало місто Гурсі з округом; це було ядро згодом виниклої держави Ятенга. В 1895 році Ятенга стає французьким протекторатом. В даний час її територія входить до складу Буркіна-Фасо.